# Grüttenberg
Der Grüttenberg ist eine 78,9 m ü. NHN hohe Erhebung in den Nordwestausläufern der Calvörder Berge. Er liegt bei Keindorf im Gemeindegebiet von Calvörde im sachsen-anhaltischen Landkreis Börde.

## Geographische Lage
Der Grüttenberg erhebt sich in den Nordwestausläufern der Calvörder Berge. Er liegt südwestlich von Mannhausen, nordnordöstlich von Wegenstedt (beide zu Calvörde) und ostnordöstlich von Etingen unweit von Keindorf (beide zu Oebisfelde-Weferlingen). Nordnordöstlich befindet sich der Wahrberg (72,5 m), nordöstlich der Rosenberg (75,5 m), östlich der Saalberg (86,7 m), südsüdöstlich der Reuterberg (87,1 m) und nordnordwestlich benachbart der Windmühlenberg (86,1 m). Südöstlich vorbei am Grüttenberg verläuft die Kreisstraße 1136 (Mannhausen–Wegenstedt).
Der Grüttenberg wird größtenteils landwirtschaftlich genutzt.

## Naturräumliche Zuordnung
Der Grüttenberg gehört in der naturräumlichen Haupteinheitengruppe Weser-Aller-Flachland (Nr. 62), in der Haupteinheit Ostbraunschweigisches Flachland (624) und in der Untereinheit Obisfelder-Calvörder Endmoränenplatten (624.5) zum Naturraum Calvörder Hügelland (624.53).